# Serafino Rafaele Minich

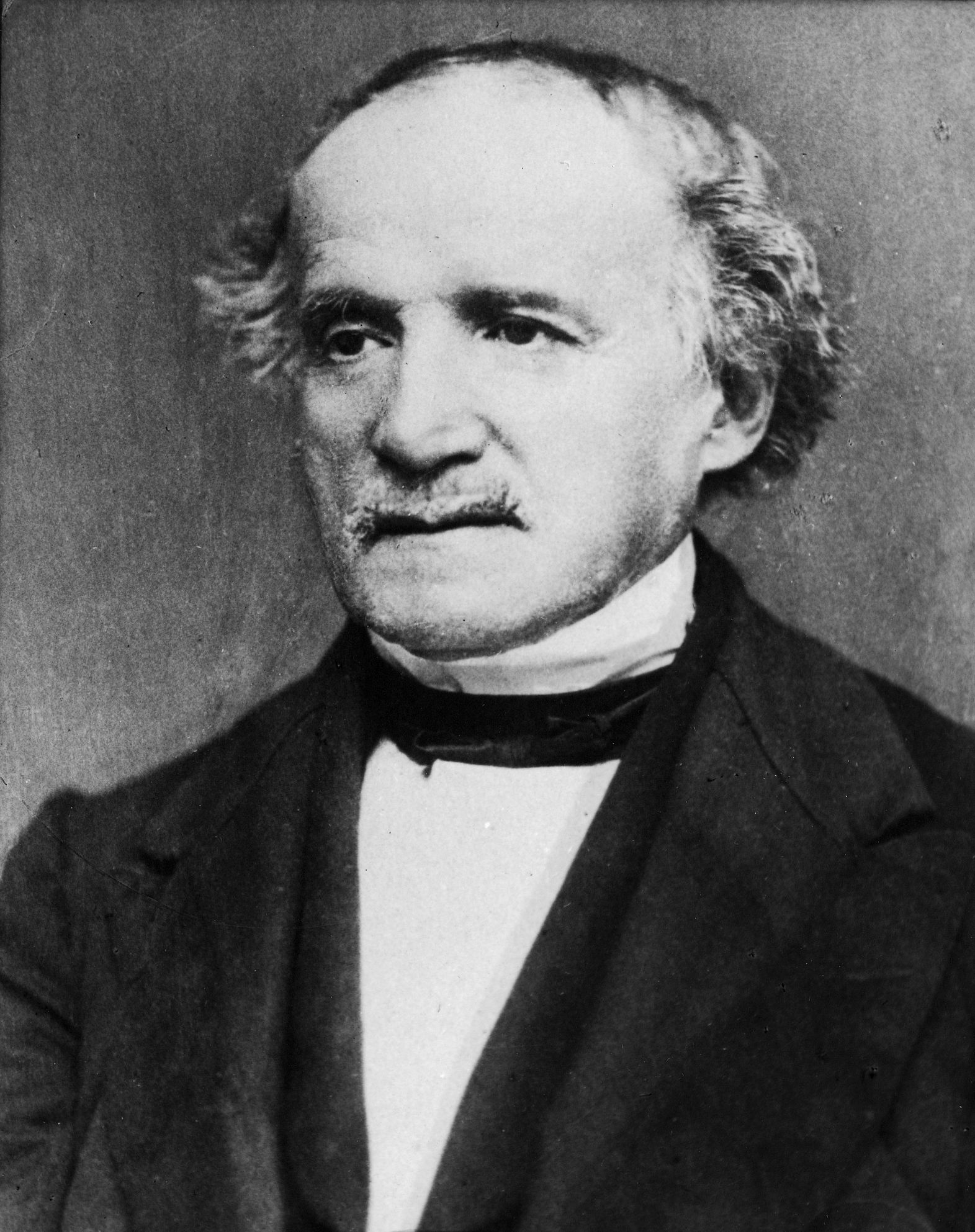
Professor Minich van de universiteit van Padua, Italië

Serafino Rafaele Minich (Venetië, 8 november 1808 – Padua, 29 maart 1883) was hoogleraar wiskunde en rector magnificus aan de universiteit van Padua, in het koninkrijk Lombardije-Venetië, een Oostenrijks land in Noord-Italië. Later als hoogleraar emeritus was Minich volksvertegenwoordiger (1870-1880) in Rome in het eengemaakte koninkrijk Italië.
Hij werkte zich op als een kenner van het werk van Dante Alighieri.

## Levensloop
Minich was de zoon van een vlootofficier, Stanislao Minich of Minić, afkomstig van de Baai van Kotor in het Oostenrijks Küstenland.
Vlak voor de geboorte van Minich vestigde het gezin zich in Venetië. Minich groeide op in deze stad, die onder Oostenrijks bestuur viel. Met behulp van een keizerlijke beurs studeerde Minich wiskunde aan de universiteit van Padua. Hij studeerde af in 1829. Aanvankelijk werkte hij als ingenieur doch snel keerde hij terug naar de universiteit (1830). Hij was academisch actief als assistent en tegelijkertijd gaf hij les als leraar wiskunde en natuurkunde in Bergamo. In 1837 behaalde hij de graad van licentiaat in de filosofie. Wenen benoemde hem in 1842 tot hoogleraar. Minich bekleedde de leerstoel wiskunde in Padua.
Minich doceerde algebra, analytische meetkunde en differentiaal- en integraalrekenen. In zijn carrière publiceerde hij een vijftigtal wetenschappelijke artikels in deze domeinen. Zo onderzocht hij onder meer formules van regelmatige viervlakken en gelijkheden met vijfde- en zesde graadfuncties. Ook zocht hij vereenvoudigingen van de laplacetransformatie en oplossingen voor hydraulische vraagstukken.
Hij was meer dan eens rector magnificus van de universiteit van Padua. Hij werkte voor de Accademia dei Lincei en voor andere wetenschappelijke academies in Veneto.
Hij interesseerde zich in Dante alsook in auteurs uit de renaissance en de Romeinse oudheid. Hij deed dat eerst als hobby doch nam later deel aan congressen en publiceerde over dit ontwerp in de jaren 1850-1860. In 1874 vertegenwoordigde hij het Wetenschappelijk Instituut van Venetië op de 500e herdenking van Petrarca in Fontaine-de-Vaucluse. De Franse regering kende hem een ereteken in het Legioen van Eer toe.
Na de eenmaking van Italië ging professor Minich met emeritaat. Hij ging in de politiek en werd driemaal tot lid van de Kamer van Afgevaardigden gekozen. In het parlement in Rome hield hij zich bezig met openbare werken in de haven van het Lido van Venetië en op de rivier Brenta. Voor het Lido werkte Minich een tegenvoorstel uit.
Hij overleed in Venetië in 1883. Minich bleef ongehuwd. Bij testament schonk hij zijn vermogen aan zijn jongere broer Angelo Minich, een chirurg die, net zoals hij, lid was van het Venetiaans Instituut voor Wetenschappen, Letteren en Kunsten. 
- Gemeinsame Normdatei: 117578630
- International Standard Name Identifier: 0000 0000 6137 420X
- Library of Congress Control Number: n86041098
- Istituto Centrale per il Catalogo Unico: RAVV076976
- Système universitaire de documentation: 224203878
- Virtual International Authority File: 50006724
- WorldCat: E39PBJxrXdrCmqKhvHmmrw74MP